# Episodi di Law & Order - I due volti della giustizia (diciannovesima stagione)
La diciannovesima stagione della serie televisiva Law & Order - I due volti della giustizia, composta da 22 episodi, è stata trasmessa per la prima volta negli Stati Uniti sul canale NBC dal 5 novembre 2008 al 3 giugno 2009.
In Italia, la stagione è stata trasmessa in prima visione e in prima serata su Rai 3 dal 19 luglio al 6 settembre 2012. Le prime due settimane sono andati in onda due episodi inediti e uno in replica della diciottesima stagione, mentre nelle successive sono andati in onda tre episodi inediti alla volta.
| nº | Titolo originale          | Titolo italiano         | Prima TV USA     | Prima TV Italia  |
| -- | ------------------------- | ----------------------- | ---------------- | ---------------- |
| 1  | Rumble                    | Regolamento di conti    | 5 novembre 2008  | 19 luglio 2012   |
| 2  | Challenged                | Un figlio scomodo       | 12 novembre 2008 | 19 luglio 2012   |
| 3  | Lost Boys                 | Schiavi del profeta     | 19 novembre 2008 | 26 luglio 2012   |
| 4  | Falling                   | L'angelo del cuscino    | 26 novembre 2008 | 26 luglio 2012   |
| 5  | Knock Off                 | Giustizia di contea     | 3 dicembre 2008  | 2 agosto 2012    |
| 6  | Sweetie                   | Sweetie                 | 10 dicembre 2008 | 2 agosto 2012    |
| 7  | Zero                      | Una decisione difficile | 17 dicembre 2008 | 2 agosto 2012    |
| 8  | Chattel                   | Mai libero              | 7 gennaio 2009   | 9 agosto 2012    |
| 9  | By Perjury                | Avidità                 | 14 gennaio 2009  | 9 agosto 2012    |
| 10 | Pledge                    | Questione di classe     | 21 gennaio 2009  | 9 agosto 2012    |
| 11 | Lucky Stiff               | Un piano imperfetto     | 28 gennaio 2009  | 16 agosto 2012   |
| 12 | Illegitimate              | Un padre importante     | 4 febbraio 2009  | 16 agosto 2012   |
| 13 | Crimebusters              | Operation Molly         | 11 febbraio 2009 | 16 agosto 2012   |
| 14 | Rapture                   | Profezia biblica        | 18 febbraio 2009 | 23 agosto 2012   |
| 15 | Bailout                   | Nuovi orizzonti         | 11 marzo 2009    | 23 agosto 2012   |
| 16 | Take-Out                  | Documenti segreti       | 18 marzo 2009    | 23 agosto 2012   |
| 17 | Anchors Away              | Il mago di Wall Street  | 25 marzo 2009    | 30 agosto 2012   |
| 18 | Promote This!             | Clandestinità           | 29 aprile 2009   | 30 agosto 2012   |
| 19 | All New                   | Tutto o niente          | 6 maggio 2009    | 30 agosto 2012   |
| 20 | Exchange                  | Protezione fraterna     | 13 maggio 2009   | 6 settembre 2012 |
| 21 | Skate Or Die              | Il pattinatore bipolare | 20 maggio 2009   | 6 settembre 2012 |
| 22 | The Drowned and the Saved | Leale ad ogni costo     | 3 giugno 2009    | 6 settembre 2012 |

## Regolamento di conti
- Titolo originale: Rumble
- Diretto da: Constantine Makris
- Scritto da: Richard Sweren e Christopher Ambrose

### Trama
Un agente di cambio di nome Todd Hauser viene picchiato a morte e le indagini portano a un giro illegale di risse di strada. Vengono esplorate le questioni relative all'abuso degli statuti sul terrorismo.
- Ascolti Italia: telespettatori 993 000 – share 5,08%[1]

## Un figlio scomodo
- Titolo originale: Challenged
- Diretto da: Fred Berner
- Scritto da: René Balcer e Ed Zuckerman

### Trama
Gli investigatori sperano che un paziente con problemi mentali possa aiutarli a risolvere il caso di Rick Devon, un uomo trovato assassinato in un parco, ma la famiglia del paziente potrebbe essere responsabile del crimine.
- Ascolti Italia: telespettatori 1 023 000 – share 5,45%[1]

## Schiavi del profeta
- Titolo originale: Lost Boys
- Diretto da: Christopher Zalla (accreditato come Chris Zalla)
- Scritto da: Richard Sweren e Gina Gionfriddo

### Trama
L'omicidio di un giovane è legato a una donna fuggita da un culto religioso poligamo.
- Ascolti Italia: telespettatori 1 087 000 – share 5,64%[2]

## L'angelo del cuscino
- Titolo originale: Falling
- Diretto da: Michael W. Watkins
- Scritto da: Stephanie Sengupta e Keith Eisner

### Trama
Una gru cade e uccide un uomo: l'indagine porta i pubblici ministeri a un caso che coinvolge la moglie della vittima, che si scopre essere in coma, e a una procedura controversa che potrebbe intenzionalmente arrestare la crescita di una giovane ragazza portatrice di handicap.
- Ascolti Italia: telespettatori 1 133 000 – share 6,18%[2]

## Giustizia di contea
- Titolo originale: Knock Off
- Diretto da: Constantine Makris
- Scritto da: Jonathan Rintels (soggetto), William N. Fordes (sceneggiatura) e Matthew McGough (sceneggiatura)

### Trama
Un turista di nome Will Timmons viene assassinato e gli investigatori sospettano che siano coinvolti agenti corrotti delle forze dell'ordine di una piccola città. Nel frattempo, il governatore minaccia di nominare un nuovo procuratore distrettuale per le prossime elezioni.
- Nota. Parzialmente ispirato da un rapporto del New York Times, dedicato ai giudici incompetenti e agli abusi della giustizia nella parte settentrionale dello stato di New York.[9]
- Ascolti Italia: telespettatori 935 000 – share 4,57%[3]

## Sweetie
- Titolo originale: Sweetie
- Diretto da: Mario Van Peebles
- Scritto da: Ed Zuckerman e Luke Schelhaas

### Trama
Dale Marx, uno scrittore noto per aver scritto un libro che parla degli anni in cui si prostituiva, viene trovato morto ma mentre gli investigatori indagano scoprono che il libro era basato sulla vita di un'altra persona.
- Ascolti Italia: telespettatori 1 122 000 – share 5,87%[3]

## Una decisione difficile
- Titolo originale: Zero
- Diretto da: Marisol Adler (accreditata come Marisol Torres)
- Scritto da: Ed Zuckerman e Luke Schelhaas

### Trama
Il corpo di una donna viene ritrovato in un giardino pubblico, lasciando Bernard e Lupo a risolvere la sua vita contraddittoria e i suoi legami con la morte di un poliziotto nel New Jersey. In seguito, il caso di Cutter viene messo a repentaglio dalla cancelliera del giudice che ha una cotta per lui. La cancelliera potrebbe avere un ascendente sull'anziano giudice, che inizia a favorire eccessivamente Cutter.
- Ascolti Italia: telespettatori 1 192 000 – share 7,69%[3]

## Mai libero
- Titolo originale: Chattel
- Diretto da: Jim McKay
- Scritto da: William N. Fordes e Matthew McGough

### Trama
Una coppia di avvocati divorzisti, Liz e Fred Bellamy, vengono assassinati nella loro casa e le indagini portano a un possibile insabbiamento che coinvolge l'abuso di bambini haitiani adottati.
- Ascolti Italia: telespettatori 1 087 000 – share 5,79%[4]

## Avidità
- Titolo originale: By Perjury
- Diretto da: Darnell Martin
- Scritto da: Richard Sweren e Christopher Ambrose

### Trama
Un querelante in una class action contro una compagnia aerea viene assassinato e l'omicidio potrebbe essere stato commesso da un avvocato collegato a molti altri omicidi in passato.
- Ascolti Italia: telespettatori 1 189 000 – share 6,64%[4]

## Questione di classe
- Titolo originale: Pledge
- Diretto da: Alex Chapple
- Scritto da: Richard Sweren e Gina Gionfriddo

### Trama
Harold Foley e sua moglie Joyce, entrambi biologi presso un'università locale, tornano a casa e trovano il figlio Eric e la loro governante Grazinya assassinati. Il caso porta a un uomo ossessionato da una certa confraternita.
- Guest star: Timothée Chalamet (Eric Foley).
- Ascolti Italia: telespettatori 1 094 000 – share 7,39%[4]

## Un piano imperfetto
- Titolo originale: Lucky Stiff
- Diretto da: Marc Levin
- Scritto da: Ed Zuckerman e Matthew McGough

### Trama
Un camionista assassinato ha legami con la mafia russa.
- Ascolti Italia: telespettatori 848 000 – share 5,07%[5]

## Un padre importante
- Titolo originale: Illegitimate
- Diretto da: Joshua Marston (accreditato come Josh Marston)
- Scritto da: Stephanie Sengupta e Keith Eisner

### Trama
L'agente di polizia Scott Waylon, che ha avuto problemi finanziari, prende ostaggi sotto la minaccia delle armi e viene poi ucciso da altri agenti. Ha le chiavi di un appartamento che non è la sua abitazione principale; gli investigatori Lupo e Bernard perquisiscono l'appartamento e trovano un cadavere e preziosi documenti rubati da un uomo che ne ha bisogno per dimostrare di essere il figlio illegittimo di John F. Kennedy.
- Ascolti Italia: telespettatori 917 000 – share 5,72%[5]

## Operation Molly
- Titolo originale: Crimebusters
- Diretto da: Alex Chapple
- Scritto da: Richard Sweren e Gina Gionfriddo

### Trama
Dopo che un centro di reclutamento dell'esercito è stato bombardato, tra le macerie vengono ritrovati una donna priva di sensi e il suo bambino morto che dormivano sul posto. Il caso diventa ancora più complicato dopo che un gruppo di vigilantes volontari interferisce nelle indagini ed entrambi i principali sospettati, inclusa la madre del bambino, hanno gli stessi moventi per il crimine.
- Ascolti Italia: telespettatori 809 000 – share 5,82%[5]

## Profezia biblica
- Titolo originale: Rapture
- Diretto da: Fred Berner
- Scritto da: Ed Zuckerman e Luke Schelhaas

### Trama
Il creatore di un sito web religioso viene assassinato e la pista porta a un'organizzazione di beneficenza corrotta che derubava i suoi clienti. Quando gli investigatori sono pronti ad arrestarlo, il sospettato cerca asilo presso l'ambasciata iraniana sostenendo di essere vittima di un complotto sionista.
- Ascolti Italia: telespettatori 881 000 – share 4,84%[6]

## Nuovi orizzonti
- Titolo originale: Bailout
- Diretto da: Jean de Segonzac
- Scritto da: Richard Sweren e Christopher Ambrose

### Trama
L'amante dell'amministratore delegato di una banca fallita viene uccisa da un pirata della strada e le indagini sfociano in un complotto di rapimento ed estorsione.
- Ascolti Italia: telespettatori 896 000 – share 5,15%[6]

## Documenti segreti
- Titolo originale: Take-Out
- Diretto da: Jim McKay
- Scritto da: William N. Fordes e Keith Eisner

### Trama
Uno scrittore viene assassinato dopo aver indagato su un caso di spionaggio che coinvolgeva il governo cinese e che portò all'incarcerazione di un uomo molti anni prima.
- Ascolti Italia: telespettatori 770 000 – share 5,19%[6]

## Il mago di Wall Street
- Titolo originale: Anchors Away
- Diretto da: Alex Chapple
- Scritto da: Ed Zuckerman e Matthew McGough

### Trama
Gli investigatori Lupo e Bernard indagano sull'omicidio di una giornalista televisiva coinvolta in un triangolo amoroso con uno dei suoi colleghi.
- Nota. Parzialmente ispirato all'omicidio di Anne Pressly, allo scandalo sugli investimenti Madoff e allo scandalo Larry Mendte. Dawn, il nome della vittima dell'omicidio, è anche il nome della moglie di Mendte.[10]
- Ascolti Italia: telespettatori 1 124 000 – share 5,17%[7]

## Clandestinità
- Titolo originale: Promote This!
- Diretto da: Michael W. Watkins
- Scritto da: Richard Sweren e Christopher Ambrose

### Trama
Gli investigatori indagano sul brutale pestaggio di un immigrato clandestino ispanico che potrebbe essere collegato a una serie di altri crimini d'odio.
- Ascolti Italia: telespettatori 1 150 000 – share 5,61%[7]

## Tutto o niente
- Titolo originale: All New
- Diretto da: Roger Young
- Scritto da: William N. Fordes e Keith Eisner

### Trama
Il pompiere Thomas Cooper e sua moglie Linda vengono torturati e uccisi nella loro nuova casa. Si pensa che gli omicidi siano collegati a un vecchio caso di droga irrisolto, ma poi gli investigatori vengono a conoscenza di un pompiere di nome Nick Spence, che era appena entrato nella compagnia di Cooper ed era stato gravemente molestato. Le indagini subiscono una battuta d'arresto quando Spence muore in un incendio in circostanze sospette.
- Ascolti Italia: telespettatori 920 000 – share 5,33%[7]

## Protezione fraterna
- Titolo originale: Exchange
- Diretto da: Ernest R. Dickerson (accreditato come Ernest Dickerson)
- Scritto da: Stephanie Sengupta

### Trama
Due scienziati impegnati Colin e Geraldine muoiono in un incendio e il loro vicino con problemi mentali rimane ferito mentre cercava di aiutarli. Gli investigatori scoprono che la coppia è stata accoltellata davanti all'incendio e questo li porta a trovare una donna disturbata ed estremamente gelosa.
- Ascolti Italia: telespettatori 794 000 – share 3,23%[8]

## Il pattinatore bipolare
- Titolo originale: Skate or Die
- Diretto da: Norberto Barba
- Scritto da: Ed Zuckerman e Luke Schelhaas

### Trama
I detective Lupo e Bernard indagano su un serial killer che prende di mira i senzatetto e scoprono che potrebbe essere all'opera anche un imitatore, ma per arrestare gli assassini hanno bisogno della testimonianza di un pattinatore bipolare che sta avendo un attacco psicotico.
- Ascolti Italia: telespettatori 809 000 – share 3,44%[8]

## Leale ad ogni costo
- Titolo originale: The Drowned and the Saved
- Diretto da: Fred Berner
- Scritto da: Richard Sweren e Gina Gionfriddo

### Trama
Un importante dirigente di un ente di beneficenza viene assassinato e durante le indagini emergono accuse di stalking e ricatto. Il caso porta poi a Rita Shalvoy, la moglie del governatore Donald Shalvoy, e ancora una volta Jack McCoy deve decidere se perseguire il suo vecchio amico oppure no.
- Ascolti Italia: telespettatori 762 000 – share 3,82%[8]